# Engelhardia hainanensis
Engelhardia hainanensis är en valnötsväxtart som beskrevs av P.Y. Chen. Engelhardia hainanensis ingår i släktet Engelhardia och familjen valnötsväxter. Inga underarter finns listade i Catalogue of Life.